# 沙博諾 (北達科他州)
沙博諾（英語：Charbonneau）是位於美國北達科他州麥肯齊縣的非建制地區。

## 歷史
沙博諾的郵局於1914年設立，其後於1967年停運。

## 地理
沙博諾所處的海拔為高於海平面624米（即2047英呎），而該地所採用的時區為UTC-7，即北美山地时区（MST）。同時該地設有夏令時間，為UTC-7調快一小時，即UTC-6（MDT）。